# Koninklijk Nederlands Korfbalverbond

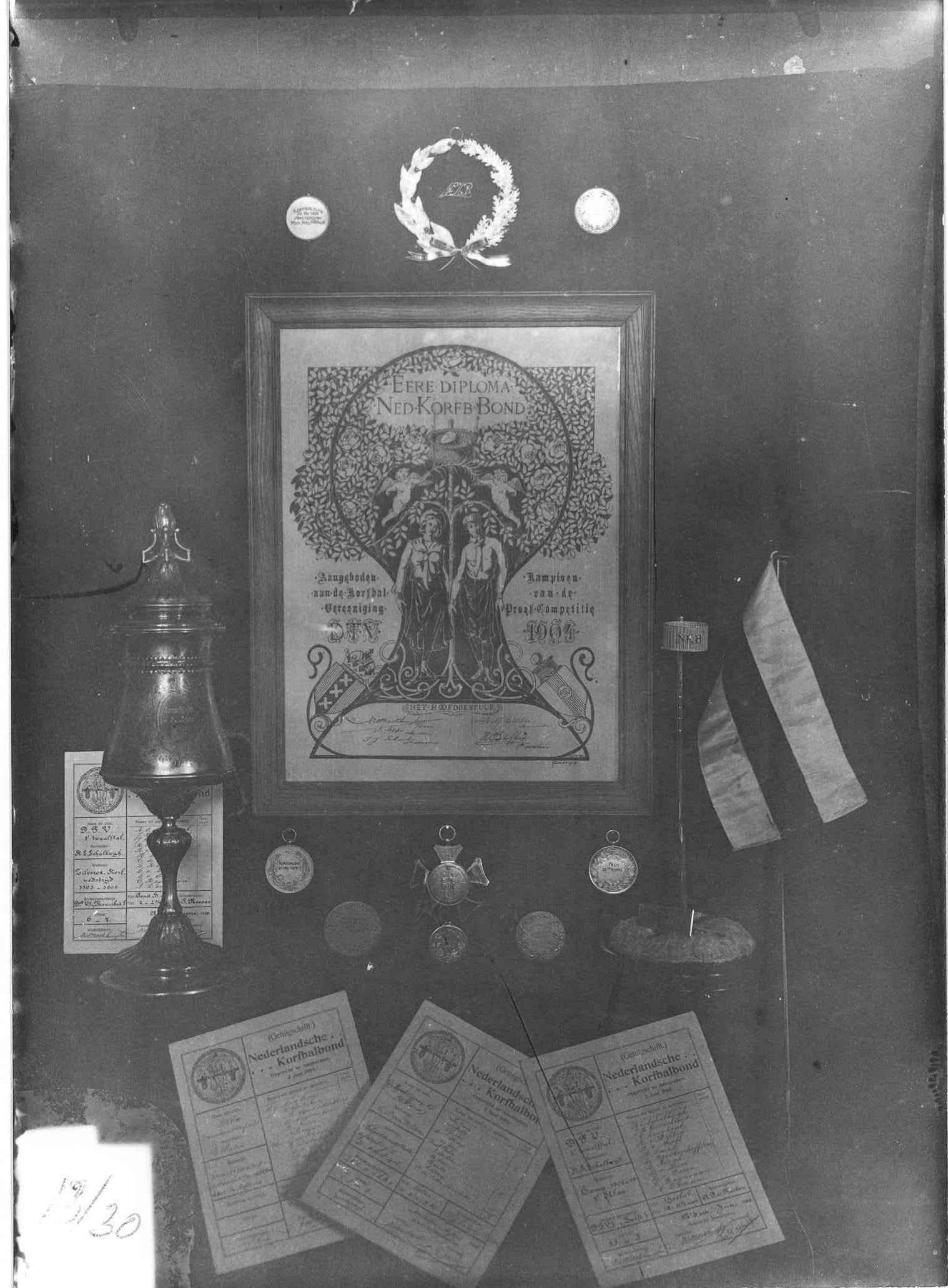
Foto van memorabilia van de KNKV, waaronder een diploma uitgereikt aan Korfbalvereniging DTV uit 1904.

Het Koninklijk Nederlands Korfbalverbond (KNKV) is de Nederlandse korfbalbond. Deze bond is ontstaan op 1 juli 1973 na een fusie tussen de NKB en de CKB. De NKB (Nederlandsche Korfbal Bond) is opgericht op 2 juni 1903 en kreeg op 16 mei 1938 het predicaat Koninklijk. De CKB (Christelijke Korfbal Bond) was de Christelijke tegenhanger van deze bond en werd opgericht in 1919. Naast deze twee bonden was er ook nog een bond voor dameskorfbal, de Nederlandse Dames Korfbal Bond, opgericht in september 1947. Deze fuseerde met het KNKV in 1994. Het KNKV vertegenwoordigt de Nederlandse korfbalverenigingen en organiseert de Nederlandse Korfbalcompetitie.

## Organisatie
Het KNKV is een landelijke organisatie waarin alle korfbalclubs (ca. 480 stuks) van Nederland zijn vertegenwoordigd. De organisatie bestaat uit zowel vrijwilligers als een professioneel bureau, dat in Papendal is gehuisvest. Het KNKV wordt bestuurd door een Bondsbestuur dat wordt ondersteund door een Bondsbureau. Het bondsbestuur kent 5 leden. Het Bondsbureau wordt geleid door een tweekoppige directie, bestaande uit Kees Verhoeven (algemeen directeur) en Gert-Jan Kraaijeveld (technisch directeur).
Het Bondsbestuur kent de volgende samenstelling:
- Irene van Rijsewijk – Voorzitter
- Erik Kraaij – lid Bondsbestuur
- Marita Verkaik – lid Bondsbestuur
- Stefan van der Padt - lid Bondsbestuur
- Mamoun Loukili - lid Bondsbestuur

De organisatie kent verder nog diverse commissies die aan het bestuur rapporteren, maar ook onafhankelijke commissies namelijk de Financiële Commissie, de Tuchtcommissie, de Commissie van Beroep en de Reglementscommissie. De Landelijke Financiële Commissie adviseert de Bondsraad waar het de financiële kant van haar toezicht betreft.
De controle op het bestuur wordt gedaan door de Bondsraad. Met ingang van 2021 heeft het KNKV gekozen voor een regiostructuur en is het land ingedeeld in 24 regio’s. Voor elke regio is er minimaal één bondsraadslid die de verenigingen uit die regio vertegenwoordigt in de Bondsraad.
De samenwerking tussen Bondsbestuur, Bondsbureau, Bondsraad en verenigingen is geregeld in de Strategische Cyclus, waarin afspraken worden gemaakt over voorgesteld beleid en de uitvoering daarvan.
Het KNKV is lid van de International Korfball Federation (IKF) en het NOC*NSF.

## Voorzitters
Het KNKV en haar voorlopers hebben in de loop van de geschiedenis de volgende voorzitter gehad:
| Start voorzitterschap | (K)NKB          | CKB             | NDKB                            | KNKV                   |
| --------------------- | --------------- | --------------- | ------------------------------- | ---------------------- |
| 1903                  | N. Broekhuysen  |                 |                                 |                        |
| 1920                  |                 | C.J. Pelle      |                                 |                        |
| 1921                  |                 | C. de Greef     |                                 |                        |
| 1934                  | S.A. WIlson     |                 |                                 |                        |
| 1944                  | W.Chr.Schaap    |                 |                                 |                        |
| 1947                  |                 | J. van Holten   | mej. C. Weijers                 |                        |
| 1948                  |                 | J. Kuilman      |                                 |                        |
| 1959                  | Ir. H.A. Duns   |                 |                                 |                        |
| 1967                  |                 | P.M. Nagtegaal  |                                 |                        |
| 1969                  |                 |                 | mej.T. van Rooi                 |                        |
| 1973                  | zie verder KNKV | zie verder KNKV |                                 | C. van Dijk (Cor)      |
| 1984                  |                 |                 |                                 | M.W. Geutjes           |
| 1988                  |                 |                 | mej. W. v.d. Wouw               |                        |
| 1989                  |                 |                 | mevr. Th. Verhoeve-v.d. Heijden |                        |
| 1994                  |                 |                 | zie verder KNKV                 | Mr. C. van Dijk (Cort) |
| 2004                  |                 |                 |                                 | F. Walvis              |
| 2005                  |                 |                 |                                 | J.W. Briedé            |
| 2008                  |                 |                 |                                 | J. Lenstra             |
| 2010                  |                 |                 |                                 | J. Kosse (ad interim)  |
| 2011                  |                 |                 |                                 | R. Meijer              |
| 2021                  |                 |                 |                                 | I. van Rijsewijk       |

De erevoorzitters van het KNKV en haar voorlopers zijn:
KNKB
1934 - N. Broekhuysen
1945 - S.A. Wilson
1959 - W. Chr. Schaap
1973 - ir H.A. Duns
CKB
1947 - C. de Greef
1957 - J. Kuilman
NDKB
1959 - mevr. C. Wayers
KNKV
1984 - Cor van Dijk
1994 - M.W. Geutjes
2004 - Cort van Dijk
2021 - Rob Meijer

## Competities

### Senioren
De klassen in de georganiseerde competitie voor gemengde seniorenteams van het KNKV:
| Zaalseizoen             | Veldseizoen             |
| ----------------------- | ----------------------- |
| Korfbal League          | Ereklasse               |
| Korfbal League 2        | Hoofdklasse             |
| Hoofdklasse             | Overgangsklasse         |
| Overgangsklasse         | 1e tot en met 4e klasse |
| 1e tot en met 3e klasse |                         |

Bovenstaande schema is van toepassing op de standaardteams, voor de reserveteams gelden dezelfde klassen voor top- en wedstrijdkorfbal. In de zaal is er geen standaard 4e klasse competitie, wel is er een reserve 4e klasse. Er is ook breedtekorfbal, waar teams ingedeeld worden volgens een berekening van onderlinge sterkte en op basis van onderlinge afstand.

### Jeugd
Met ingang van het seizoen 2025-2026 staat een omschakeling gepland voor het indelen van jeugdteams binnen het volledige korfbal. In plaats van maximale leeftijden per categorie (F, E, D, C, B, A) wordt er bij de huidige F-, E-, en D-jeugd vanaf seizoen 2025-2026 gewerkt in bandbreedtes met leeftijden gewerkt. Hierin is er in een poule een gemiddelde leeftijd en kan er naar boven en naar beneden een verschil van maximaal 2 jaar bij 4-tallen en maximaal 3 jaar bij 8-tallen.
In het wedstrijdkorfbal vanaf seizoen 2025-2026 is de georganiseerde competitie als volgt:
| U15         | U17         | U19             |
| ----------- | ----------- | --------------- |
| Hoofdklasse | Hoofdklasse | Hoofdklasse     |
| 1e klasse   | 1e klasse   | Overgangsklasse |
|             |             | 1e klasse       |

Deze indeling is gelijk voor zowel de zaal- als voor de veldcompetitie.

## Ledenaantallen
Hieronder de ontwikkeling van het ledenaantal en het aantal verenigingen:
| Jaar | Ledenaantal | Verenigingen |
| ---- | ----------- | ------------ |
| 2024 |             | 479          |
| 2023 | 84.051      |              |
| 2022 | 84.206      |              |
| 2021 | 80.000      |              |
| 2020 | 80.460      |              |
| 2019 | 80.000      | 480          |
| 2018 | 84.000      | 493          |
| 2017 | 85.524      | 497          |
| 2016 | 85.688      | 511          |
| 2015 | 85.963      | 518          |
| 2014 | 89.644      | 529          |
| 2013 | 91.526      | 529          |
| 2012 | 95.861      | 538          |
| 2011 | 95.873      | 548          |
| 2010 | 100.726     | 556          |
| 2009 | 101.319     | 563          |
| 2008 | 101.356     | 564          |
| 2007 | 97.355      | 572          |
| 2006 | 94.800      | 574          |
| 2005 | 98.840      | 575          |
| 2004 | 98.454      | 582          |
| 2003 | 96.876      | 583          |
| 2002 | 96.879      | 582          |
| 2001 |             | 589          |
| 1999 | 96.260      | 623          |
| 1996 | 94.355      | 648          |
| 1993 | 92.401      |              |
| 1990 | 95.965      |              |
| 1987 | 97.752      |              |
| 1984 | 105.640     |              |
| 1981 | 108.144     |              |
| 1978 | 95.986      |              |
| 1969 | 56.170      |              |
| 1950 | 23.341      |              |
| 1930 | ≈15.000     |              |
| 1910 | ≈5.500      |              |